# Samael
Pour les articles homonymes, voir Samael (homonymie).
Samael est un groupe de black metal industriel suisse, originaire de Sion. Leur nom vient d'une figure du Talmud, Samaël.

## Biographie

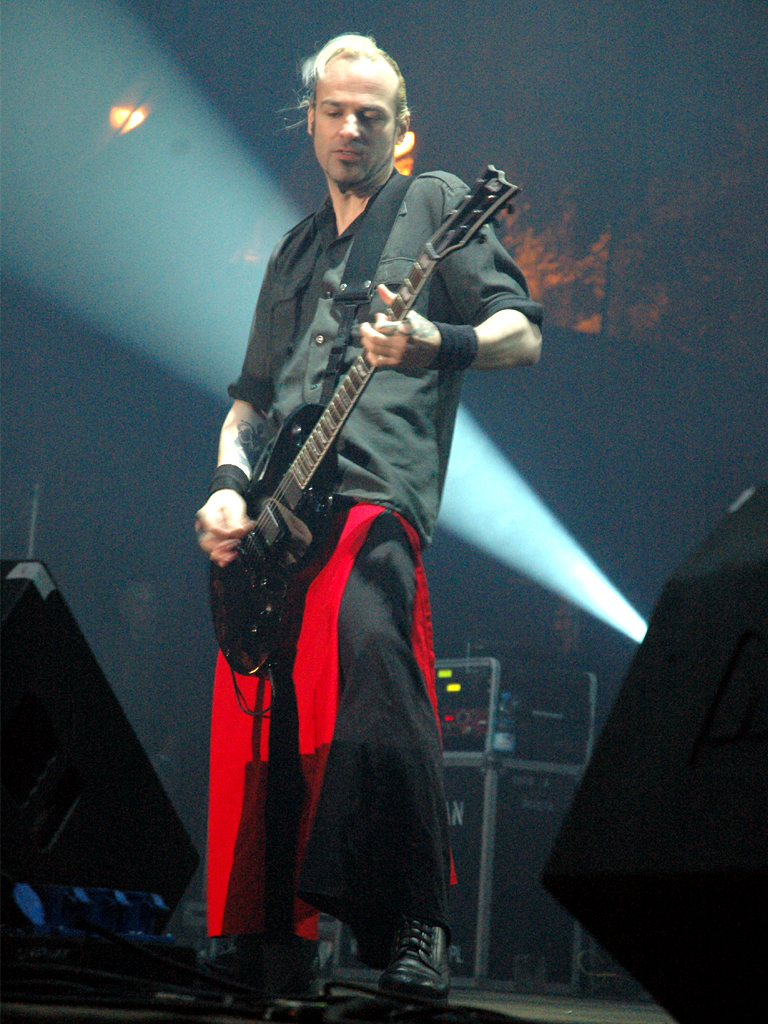
Vorph au Hunter Fest 2007.

Le groupe est formé en avril 1987 dans le style black metal, puis change progressivement de style musical vers electronic/industriel. Le 14 juillet 1988 les deux frères Vorphalack (chant et guitare), Xytraguptor (batterie et clavier) font leur première répétition dans un bunker et donnent vie à Samael. En automne de la même année ils enregistrent leur EP auto-produit Medieval Prophecy. Ils joueront ensuite quelques concerts en Allemagne, Suisse, France et Pologne. Deux ans plus tard, ils enregistrent leur premier album Worship Him. Masmiseîm (basse) rejoint le groupe après l'enregistrement et le groupe devient un trio. Worship Him sort un an plus tard (1991). Il est la toute première sortie du label français Osmose Productions. Selon Hervé Herbaut, fondateur d'Osmose, le groupe a eu beaucoup difficultés à trouver un label, le style black metal étant à cette époque rejeté par la presse et l'industrie musicale.
En 1992, Samael sort son deuxième album Blood Ritual produit par Waldemar Sorychta sur le label allemand Century Media. Le groupe entame ensuite sa première tournée européen, et joue pour la première fois au festival Wacken Open Air. Janvier 1994 voit la sortie du troisième opus, Ceremony of Opposites. La totalité des morceaux sont composés par Xy et étant donné la présence quasi permanente des claviers, le groupe devient un quatuor avec le recrutement de Rodolphe H. aux claviers. Samael donne près de cent concerts cette année incluant leur première tournée Américaine en support de Cannibal Corpse. L’année suivante, le groupe sort le mini-album Rebellion incluant, outre le titre éponyme, deux nouveaux morceaux, deux réenregistrements et une reprise de la chanson I Love the Dead d'Alice Cooper. L'un des nouveaux titres, Static Journey, est un morceau faisant appel à la programmation, ce qui deviendra la norme à partir de l'album suivant.
Passage sort à l'été 1996. Entretemps, le groupe subit quelques changements de personnel : Rodolphe H. s'en va, Xy se met au clavier et programme ses parties de batterie sur une boite à rythmes et Kaos rejoint Samael en tant que second guitariste. Samael passe trois semaines en studio et enregistre dix-sept morceaux, onze figurent sur l'album Passage et six autres sur le MCD Exodus. Le groupe filme son premier vidéo clip pour le morceau Jupiterian Vibe qui sera abondamment diffusé sur Viva TV en Allemagne ainsi que sur l'émission Headbangers Ball sur MTV. En 1999, le groupe sort son cinquième album Eternal enregistré à Montreux au Mountain Studio. C'est la première fois que Samael ne fait pas appel aux services de Waldemar depuis leur second album. L'enregistrement et le mix sont effectués par David Richards (producteur de Queen) le mastering est laissé aux soins de Toni Cousin (Peter Gabriel, Genesis). Samael retourne en Europe et aux États-Unis avant que Kaos ne quitte le groupe. S'ensuit une période de transition et d'inactivité jusqu'en 2002 ou Makro (guitare) vient compléter le line-up définitif, le groupe s'embarque alors dans une tournée mondiale toujours en support d’Eternal.
En 2004, le groupe met sur pied son propre label, Galactical Records, et sort Reign of Light sous licence (Regain en Europe et Nuclear Blast aux États-Unis). Durant les années 2004 – 2005 le groupe se produit dans la majeure partie des Festivals européens. L'album suivant, Solar Soul, suit un pattern similaire : enregistré dans divers studios en Suisse, mixé en Suède par Stefan Glaumann. Il sort en juin 2007 sous licence mondiale chez Nuclear Blast. Deux ans plus tard, en 2009, les membres du groupe terminent de travailler sur un projet parallèle, Above, qui au dernier moment devient un album de Samael. La musique est beaucoup plus primitive et agressive que les albums précédents. Le premier single de leur nouvel album devient un EP cinq titres Antigod, comprenant un réenregistrement d'un titre de leur premier album, ainsi que deux morceaux live. En avril 2011 Lux Mundi, neuvième album du groupe est sur le marché (licence Nuclear Blast en Europe et Season of Mist aux États-Unis).
En février 2015, Mas (basse) décide de se concentrer sur sa compagnie de lumières et quitte le groupe. C'est Drop (ex-Sybreed, Obsydians, MXD) qui le remplace. Le 29 décembre 2016, le groupe annonce la sortie d'un nouvel album en 2017. Le successeur de Lux Mundi (2011) est enregistré en Suisse au printemps 2016 et mixé en Suède pendant l'été..

## Style musical
Commençant par un black metal assez sombre, leur style évolue au fil du temps vers quelque chose de plus léger, incorporant notamment l'usage d'une boîte à rythme à partir de Passage en 1996. Ils ont également enrichi leur répertoire de certaines sonorités presque techno. Dans leur album Reign of Light, publié en 2004, le groupe a notamment intégré des sons exotiques comme celui d'un sitar.

## Membres

### Membres actuels
- Vorph – guitare, chant (depuis 1987)
- Xy – batterie, percussions (1988-1994), clavier, boite à rythmes (depuis 1995)
- Drop – guitare (depuis 2014)
- Ales – basse (depuis 2020)

### Anciens membres
- Pat de Novaré de Navarre – Batterie (1987-1988)
- Mas – basse (1991-2015)
- Rodolphe H. – clavier (1993-1996)
- Kaos – guitare (1996-2002)
- Mak - guitare (2002-2018)

## Discographie

### Albums studio
- 1990 : Worship Him
- 1992 : Blood Ritual
- 1994 : Ceremony of Opposites
- 1996 : Passage
- 1999 : Eternal
- 2004 : Reign of Light
- 2007 : Solar Soul
- 2009 : Above
- 2011 : Lux Mundi
- 2017 : Hegemony

### Démos
- 1987 : Into The Infernal Storm Of Evil
- 1988 : Macabre Operetta
- 1988 : Medieval Prophecy
- 1989 : From The Dark To Black

### EPs
- 1995 : Rebellion (EP)
- 1998 : Exodus (EP)

### Singles
- 1992 : After the Sepulture (Single)
- 2004 : Telepath (Single)
- 2005 : On Earth (Single)
- 2007 : Valkyries' New Ride (Single)
- 2010 : Antigod (Single)

### Autres
- 1994 : 1987 - 1992 (compilation Contenant Worship Him & Blood Ritual)
- 1997 : Passage (adaptation néo-classique par Xytras)
- 2004 : Since the Creation (vinyle regroupant la discographie du groupe jusqu'à 1999)
- 2006 : Era One & Lesson in Magic 1 (projet electro/trip hop de Vorphalack et Xytras)
- 2007 : Aeonics - An Anthology (best-of)
- 2010 : A Decade In Hell (coffret contenant tous les enregistrements que le groupe a fait chez Century Media)

## Vidéographie
- 2003 : Black trip (at Summer Breeze) [LIVE] (DVD)
- 2011 : Luxferre, tiré de Lux Mundi, dirigé par Patric Ullaeus (clip)